# Дом на европейската история
Домът на европейската история е музей в Брюксел, открит на 6 май 2017 година. Планиран е по инициатива на Европейския парламент,
Като културна институция и музей Домът на европейската история възнамерява да използва всички налични инструменти, за да насърчава по-доброто разбиране на европейската история и европейската интеграция чрез постоянна изложба и временни и пътуващи изложби, сбирка от представителни за европейската история предмети и документи, образователни програми, културни събития и публикации, както и разнообразно онлайн съдържание. Той ще се намира в Брюксел в близост до европейските институции.

## Начало на проекта
Идеята да се създаде Дом на европейската история е предложена на 13 февруари 2007 г. от председателя Ханс-Герт Пьотеринг в словото му по повод на встъпването му в длъжност като председател на Европейския парламент. Една от ключовите цели на проекта следва да бъде „да позволи на европейските граждани от всички поколения да научат повече за собствената си история и с това да се допринесе за по-доброто разбиране на развитието на Европа сега и за в бъдеще“. През октомври 2008 г. комисия от експерти, водена от проф. Ханс Хютер, ръководител на Дома на историята на Федерална република Германия, представи доклад, озаглавен „Концептуална основа за Дома на европейската история“, в който се установява общата концепция и съдържанието на проекта и се предлага в общи линии институционалната му структура.
През юни 2009 г. Бюрото на Парламента реши да предостави бившата стоматологична клиника „Ийстмън“ за бъдещия музей и през юли обяви международен архитектурен конкурс. На 31 март 2011 г. на спечелилата конкурса група – Chaix & Morel and Associates (FR), JSWD Architects (DE) и TPF (BE) – е възложено да извърши ремонта и разширяването на сградата. С подкрепата на научен съвет, който включва международно признати специалисти и е председателстван от проф. Влодимиерж Бороджей, е създаден мултидисциплинарен екип от специалисти под ръководството на историка и куратора Taja Vovk van Gaal в рамките на Генералната дирекция за комуникация на Европейския парламент, с цел да подготви съдържанието на изложбите и структурата на бъдещата организация.

## Местоположение
Сградата „Ийстмън“, първоначално и проектираните за стоматологична клиника, е наречена на името на Джордж Ийстмън, американски филантроп и изобретател на фотоапарата Кодак. Неговите щедри дарения са дали възможност за създаване на стоматологични центрове в Ню Йорк, Лондон, Рим, Париж, Брюксел и Стокхолм, предназначени да предоставят безплатни стоматологични услуги за деца в неравностойно положение.
През 1933 г. фондацията „Ийстмън“ поверява на швейцарския архитект Мишел Полак, известен със своя стил Арт Деко и особено с прочутите постройки Residence Palace в Брюксел, проектирането на новата сграда. Открита през 1935 г., тази сграда е интересна както от инженерна гледна точка, така и заради своите елементи в стил Арт Деко. В бившата чакалня за деца има и група стенописи от художника Камий Бартелеми, които илюстрират басни от Лафонтен.
Паркът „Леополд“, включително исторически сгради като Института „Пастьор“ и библиотеката „Солвей“, е обявен за архитектурен паметник през 1976 г. Самата сграда „Ийстмън“ не е включена сред обектите за съхраняване. Стоматологичната клиника затваря врати, преди да се превърне в офисна сграда за европейските институции през 80-те години на 20 век.

## Финансиране
Фаза на разработване 2011 – 2015 г.: 31 млн. евро за ремонт и разширяване на сградата, 21,4 млн. евро за постоянната и първата временна изложба (15,4 млн. евро за уреждане на изложбеното и други пространства, 6 млн. евро за многоезичието) и 3,75 млн. евро за изграждане на сбирката.
Разходите за разработването ще бъдат поети от Европейския парламент, но текущите разходи ще бъдат съфинансирани от Европейската комисия, чийто председател вече изрази желанието си да допринесе за проекта.

## Дебати и полемика
От времето на първоначалния замисъл за Дома на европейската история се водят известни дебати, особено в Обединеното кралство. Опитът да се намери единен обединяващ разказ на историята на 27 различни държави членки е критикуван от британския мозъчен тръст Civitas с думите: „Домът на европейската история не може да постигне нищо повече от това, да създаде неискрен парадокс, като си поставя за цел да разкаже историята на всички 27 държави, но всъщност не разказва никаква история.“ 
Съществуват несъгласия относно основни факти от историята, като например тези, свързани с Втората световна война или с ролята на Съединените щати в следвоенна Европа. Ето защо някои членове на ЕП, сред които е и полският член на ЕП Адам Биелан, критикуват проекта.
Разходите за музея са обект на повече критики, отколкото съдържанието му. Обвиненията се съсредоточават върху предполагаемите разходи за проекта: за разходите се отправят обвинения, че са нараснали над два пъти.
В период на рецесия изразходването на средства става обект на критика. Членът на ЕП от Партията за независимост на Обединеното кралство UKIP Марта Андреасен казва: „Трудно е човек да повярва и да приеме за логично това, че в настоящото време на строги икономии членовете на ЕП разполагат с огромни суми пари за финансиране на този проект, характеризиран от фрапантен нарцисизъм."

## Изпълнение и управление на проекта
Създаден по инициатива на Европейския парламент, Домът на европейската история се реализира институционално чрез няколко структури.
Управителният съвет, председателстван от бившия председател на Европейския парламент г-н Hans-Gert Pöttering, е плуралистичен орган, състоящ се от политици на високо равнище, който обединява представители на няколко европейски институции и на органите на Брюксел. Основните политически течения и основните органи на Парламента са представени в него. Той извършва надзор над общото управление на проекта.
Негови членове са Włodzimierz Borodziej, Étienne Davignon, Hans-Walter Hütter, Miguel Angel Martínez, Gérard Onesta, Doris Gisela Pack, Chrysoula Paliadeli, Шарл Пике, Alain Lamassoure, Wojciech Roszkowski, Peter Sutherland, Androulla Vassiliou, Diana Wallis и Francis Wurtz.
Академичният съвет, председателстван от историка Влодимирж Бороджей и състоящ се от историци и специалисти от музеи с международна репутация, има проследяваща и консултантска функция по въпроси, свързани с предаването на историческия и музеологичния аспект.
Негови членове са Норма Дейвис, Ханс-Валтер Хютер, Мати Клинге, Miguel Angel Martínez, Anita Meinarte, Hélène Miard-Delacroix, Mary Michailidou, Hans-Gert Pöttering, Antonio Reis, Maria Schmidt, Jean-Pierre Verdier, Хенк Веселинг и Оливер Ратколб.
Академичният екип под ръководството на историка и куратора Taja Vovk van Gaal отговаря за подготовката на изложби и структурирането на бъдещия музей.
От октомври 2012 г. екипът е подпомаган в тази своя дейност от дизайнера Arnaud Dechelle.